# ブライアン (韓国の歌手)
ブライアン（Brian、브라이언）は、韓国の歌手(ソロでもあり、R&B男性デュオ "Fly to the Sky" のメンバーでもある)。

## 来歴
韓国系アメリカ人のブライアンは韓国芸能界に憧れ、1999年11月21日、R&Bデュオ "Fly to the Sky" (以下FTTS)として、パートナーのファニ（환희）とデビュー
6集（2006年）以降、デュオ活動と平行して、それぞれソロでの活動の幅を広げ、ファーストソロアルバム『The Brian』（2006年）を発売。
FTTSデビュー10年を記念する8集（2009年）の発売と同時に、今後はソロ活動に専念すると発表。しかし二人は「決して解散ではない！」ことに釘をさす。
また、ブライアンは、前所属社ピプルクリエイティブから独立し、マネージャーと共に "オンポイントエンターテイメント" を設立した。新しい所属社オンポイントエントテインモント側は "ブライアンとは専属社と歌手の関係ではなく、家族のようなパートナーとしての関係を結んだ" とし、ソニーミュージックと海外アルバム流通及びプロモーション契約を締結し、日本や中国などアジア市場はもちろん、アメリカ進出を本格的に始める予定も発表。
2009年12月には、3年ぶりとなるソロ2集をリリース。
その2集ソロアルバムでは、それまでのR&Bやバラード系ではなく、いつかは自身でやってみたかった分野だったという「クラブミュージック系」の楽曲を披露。また、朝鮮語による曲の他に英語バージョンを3曲収録している。
2010年3月には、デジタルシングル『IN MY HEAD』を発表。これは、アメリカの歌手ジェイソン・デルーロ（Jason Derulo）のオリジナルであり、全米チャートでは5位となった曲だが、Derulo 側からの要請で朝鮮語バージョンをブライアンがリメイクする事となった。3月に韓国を訪れた Derulo とは即意気投合し、音楽番組やソウルのクラブステージで共演した。
海外進出の足掛かりとして、2010年7月10日にマレーシアで初の単独ファンミーティング（mini-showcase）を行い、同じく7月24日には東京渋谷の「DUO MUSIC EXCHANGE」でミニライブ＆ファンミーティングを行った。
2010年9月には自身がプロデュースするインターネットショッピングモール＜STORYMAN＞をオープン。
事業にも取り組む反面、2010年10月には、3rdWaveMusicのメインヴォーカルとして初のCCMアルバムを発表し、その売り上げはアフリカの子供達への支援に贈られる。
2010年11月には Jade Valerie（元スウィートボックス）側からの要請で、彼女とのデュエットシングルを発表。そうした韓国国内の活動の合間にアジア・アメリカでのイベント参加など、活動の範囲を広範囲に広げている。
現在は "ジェリーフィッシュ エンターテインメント" と専属契約を交わし、今後は、ミュージカル・俳優業も活動の視野に入れているらしい。
また、各種バラエティ番組出演・MCなど、多方面で活動しつつ、日頃は教会イベント活動等にも取り組んでいる。

## プロフィール
- ブライアン（Brian、브라이언）
  - 本名：Brian G. Joo
  - 韓国名：チュ・ミンギュ（주민규）
  - 生年月日：1981年1月10日
  - 出身：アメリカ・ニュージャージー
  - 血液型：A型
  - 宗教：キリスト教（熱心な信者で有名）
  - 趣味：映画鑑賞・インターネットチャット・携帯電話・バスケットボール
  - 特技：掃除・料理
  - 癖 ：爆笑した時に豚のように鼻が鳴る
  - 好きな食べ物：イタリア料理（パスタなど）・とんこつラーメン
  - 学歴：Rutgers University

## ディスコグラフィー
- アルバム
  - 『The Brian』（2006.12）
  - 『MANIFOLD』（2009.12）
  - 『UNVEILLED』（2011.4）
  - 『Reborn Part 1』（2012.1）
- デジタルシングル
  - 『IN MY HEAD』（2010.3）朝鮮語版 ※オリジナルはジェイソン・デルーロ（Jason Derulo）
  - 『Don't Tell Me I'm Wrong』(2011.11) Jade & Brian
- サウンドトラック参加
  - ハローお嬢さん / 参加曲：매일 난（毎日僕は）
  - 隣家の仇敵 / 参加曲：휴（休）
- Feat.参加ほか
  - Christopher 1集 /「実」
  - チャン・ウヒョク No More Drama /「Red Sun」
  - Eru /「最後のコンサート」
  - Show How /「New day」
  - PS Jun /「Evil Time」
  - ペ・スルギ /「내 사람이 돼줘요」(私の人になって)
- CCM
  - 「I Will Be There」(2010.10) ～3rdWaveMusic～

## エピソード
- 韓国芸能界に憧れたブライアンはアメリカでオーディションを受けて韓国に渡り、FTTSとしてデビュー。
- 韓国で女子中学生がアメリカ軍の戦車に轢き殺されるという、いわゆる議政府米軍装甲車女子中学生轢死事件が発生し、アメリカ軍に対する抗議活動が広がりを見せたとき、アメリカ人のブライアンはコメントを求められ「事件はアメリカ軍が悪いが、だからといってアメリカの全てを嫌い、否定するのは間違っている」と話したため、ファンから「アメリカに帰れ」と罵られたり殴られたりした。韓国で生活する韓国系アメリカ人としての複雑な立場に苦しめられた。
- 「キレイ好き王子」との異名を取るほどのきれい好き。超潔癖症で、暇さえあれば掃除道具を片手に自宅を磨き上げている。テレビ番組で紹介された自宅は埃一つなく、クローゼットの衣服は色別に整頓され、冷蔵庫の中身もラベルを全て同じ方向に向けて並べるなど、まるでショールームのようだと評された。
- 友人のイル（歌手）は、ブライアンの家のソファーで菓子を食べたことがばれた時（禁止されているらしい）、わざわざ電話で注意されたとのこと。
- 友人のノ・ホンチョル（コメディアン）は、「ブライアンは家に遊びに来ても、一緒にゲームをするよりも、ほったらかしの洗いものからはじめる」と証言している。
- ビザの問題で３集時に活動が出来ず、アメリカへ帰国していた。2002年11月6日に無事に韓国へ戻り、空港からその足で、ファニが一人でFTTSとしてMCを行っていたラジオ番組「1010CLUB」の放送へ駆けつけた。
- 出演したラジオ番組（2009年3月1日 KBS放送）で、結婚を考えている女性がいることを告白。相手は普通の会社員で、聖書の勉強を通じて知り合った女性で、毎朝、聖書の良い話をメールで送ってくれるらしい。この段階ではブライアンは相手に気持ちを告白しておらず、今後の展開が注目されていたが、その後、出演したラジオ番組（2009年3月4日 SBS「1010club」）で、「結婚したいタイプの女性に出合っただけ。今は8集活動に忙しいし（次の仕事も決まっているので）告白するつもりはなく、一人で想いを寄せてるだけ。周りが大騒ぎするので驚いている」とコメントした。
- FTTSを振り返って良い想い出として、
  1. ファニとの初対面で突然歌を歌わされた時、打ち合わせもしていないのに二人が同じ曲を歌ったこと。
  2. ブライアンが諸事情で一年間アメリカに戻っていた時に、ソウルで開かれたファンミーティングで、ファニが電話してくれた時。 の2つを挙げている。
- 不眠症で苦しんでいる。自身のブログなどを通じて不眠症で眠れないことを嘆いている。
- 繊細な性格の持ち主であり、とても涙もろい。
- 2009年10月に収録されたバラエティ番組内で、8集活動時は、実はパートナーのファニと不仲であり、アルバムレコーディングも別々に行ったと告白し、周囲を驚かせた。ブライアンは当時その事でとても落ち込み、酔った勢いで自殺も口にするほど悩んだという。しかし、その後、それは周囲の噂から端を発したお互いの誤解であった事が判明し、別の番組で2人は心からの和解を果たし「今後はお互いの言葉だけを信じよう」と決めたそうだ。その言葉の通り、お互いソロ活動に入ってからは、ブライアンがファニの楽屋を訪ねたり、ファニがサプライズゲストでブライアンの誕生パーティーに登場するなど、互いの活動を励まし合い、認め合い、良い関係が続いているようだ。
- 飛行機が苦手で、搭乗の際には現地の天候を調べるなど事前の準備を整えて臨む。
- 携帯電話が大好きで、番組収録中も携帯を手にした姿が時々見られる。
- 充電中も自身のブログなどでプライベートな情報をこまめに発信している。
- 最近のバラエティ番組で、好きな女性のタイプを聞かれ「外見は関係なく性格だけを見る」と答えているが真偽のほどは定かでない。
- 雨の天気が何より嫌いで、気分も憂うつになるらしい。